# Echte Schönhörnchen
Die Echten Schönhörnchen (Callosciurus) sind eine in Südostasien verbreitete Gattung von Hörnchen, die überaus arten- und formenreich ist. Mehrere Arten haben selbst kleinste Inseln besiedelt und kommen dort in abweichenden endemischen Unterarten vor. Insgesamt zählt man 16 Arten mit bis zu 300 verschiedenen Unterarten oder Varianten. Manche Zoologen sehen außerdem die hier als selbständige Gattungen behandelten Sulawesi-Riesenhörnchen, Baumstreifenhörnchen und Borneo-Zwerghörnchen als Angehörige der Echten Schönhörnchen an.

## Merkmale
Die Kopf-Rumpf-Länge dieser Hörnchen reicht von 15 bis zu 25 Zentimetern, hinzu kommen 8 bis 25 Zentimeter Schwanz. Mehrere Arten sind äußerst farbenprächtig und gehören zu den buntesten Säugetierarten überhaupt. Das Pallashörnchen ist oberseits unauffällig olivgrün gefärbt, hat aber einen leuchtend roten Bauch. Das Prevost-Hörnchen ist dreifarbig: oberseits schwarz, an den Flanken weiß und unterseits rotbraun. Das Finlayson-Hörnchen kommt in drei verschiedenen Morphen vor: Eine ist rotbraun, eine weitere einfarbig schwarz und eine dritte rein weiß. Arten mit einer Rückenstreifung kommen in dieser Gattung nicht vor, einige Arten weisen Seitenstreifen als Begrenzung zwischen der Rücken- und der Bauchfärbung auf. Die Arten der Echten Schönhörnchen haben einen langen Schwanz und weisen keine ausgeprägten Haarbüschel an den Ohrspitzen auf. Die Weibchen besitzen zwei bis drei Zitzenpaare.
| 1 | · | 0 | · | 2 | · | 3 | = 22 |
| 1 | · | 0 | · | 1 | · | 3 | = 22 |

Der Schädel entspricht in seiner Form und Größe dem der Eichhörnchen, ist jedoch etwas kleiner. Das Rostrum ist kurz und breit ausgeprägt. Der postorbitale Fortsatz ist kräftig und nach außen abwärts gebogen, hinzu kommen weitere gattungstypische Ausprägungen am Schädel. Alle Arten der Schönhörnchen besitzen im Oberkiefer pro Hälfte einen zu einem Nagezahn ausgebildeten Schneidezahn (Incisivus), dem eine Zahnlücke (Diastema) folgt. Hierauf folgen zwei Prämolare und drei Molare. Im Unterkiefer ist dagegen nur ein Prämolar ausgebildet. Insgesamt verfügen die Tiere damit über ein Gebiss aus 22 Zähnen. Der Penisknochen ist im Vergleich zu dem anderer Gattungen ungewöhnlich, bei ihm ist die Spitze vom Corpus getrennt.

## Verbreitung
Das Verbreitungsgebiet der Echten Schönhörnchen liegt in Süd- und Südostasien vom Süden der Volksrepublik China über Teile Indiens und Myanmar bis auf die Inseln Malaysias und Indonesiens. Einige Arten und viele Unterarten sind dabei auf sehr kleinräumige Gebiete wie einzelne Inseln begrenzt, andere wie vor allem das Pallashörnchen, sind über große Gebiete verbreitet.
Außerhalb der ursprünglichen Verbreitungsgebiete konnten sich einige Arten nach ihrer Einführung durch den Menschen als Neozoen etablieren. Dies trifft vor allem für das Pallashörnchen in Japan sowie Teilen Europas und Südamerikas zu. Auch das Finlayson-Hörnchen ist außerhalb seines ursprünglichen Verbreitungsgebietes in Singapur und Italien anzutreffen.

## Lebensweise
Die meisten Schönhörnchen sind Bewohner tropischer Regenwälder, manche Arten sind aber als Kulturfolger auch in Parks und Gärten Südostasiens heimisch geworden. Sie realisieren die ökologische Nische der baumlebenden Hörnchen in den Wäldern Süd- und Südostasiens, die in der Holarktis durch die Vertreter der Eichhörnchen eingenommen wird.
In den Bäumen bauen sie ihre Nester aus Pflanzenteilen. Sie leben einzelgängerisch und bringen ein bis fünf Junge zur Welt. Die Nahrung besteht hörnchentypisch aus Nüssen, Früchten und Samen, nebenher auch aus Insekten und Vogeleiern.

## Systematik

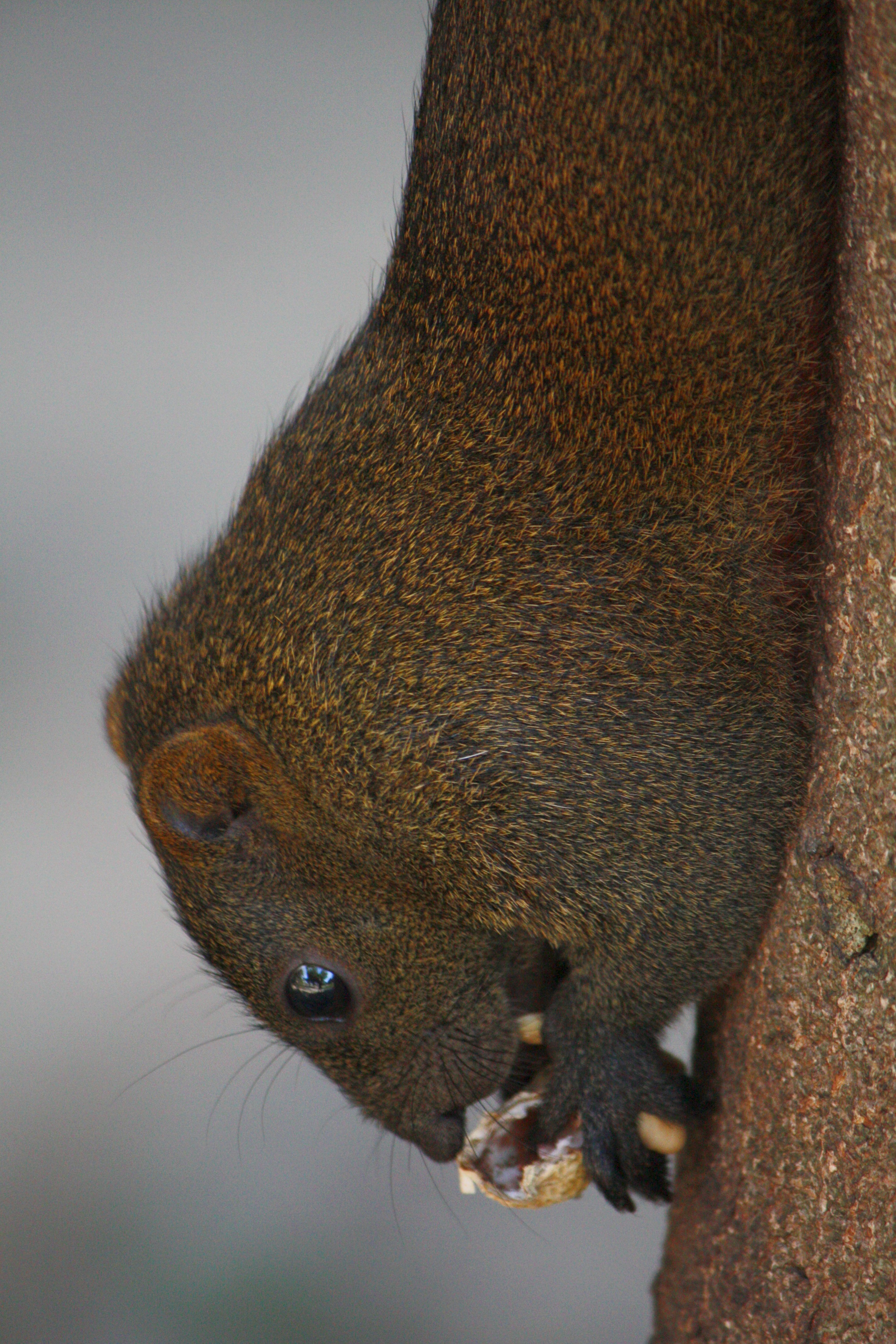
Ein Pallashörnchen verspeist eine Erdnuss

Die Gattung Callosciurus wurde von dem britischen Zoologen John Edward Gray im Jahr 1867 erstbeschrieben und etabliert.
Innerhalb der Echten Schönhörnchen werden die folgenden 16 Arten unterschieden:
- Ohrfleckhörnchen, Callosciurus adamsi (Kloss, 1921), nordwestl. Borneo
- Kinabalu-Hörnchen, Callosciurus baluensis (Bonhote, 1901), nordwestl. Borneo
- Graubauchhörnchen, Callosciurus caniceps (Gray, 1842), Myanmar, Thailand
- Callosciurus concolor (Blyth, 1855), Malaiische Halbinsel[6]
- Pallashörnchen, Callosciurus erythraeus (Pallas, 1779), südliches China, Taiwan, Hainan, Südostasien
- Finlayson-Hörnchen, Callosciurus finlaysonii (Horsfield, 1823), Myanmar, Thailand, Kambodscha
- Hon-Koai-Schönhörnchen (Callosciurus honkhoaiensis Nguyen, Oshida, Dang, Bui & Motokawa, 2018), Insel Hon Khoai vor der Südspitze Vietnams[5]
- Einfarbiges Schönhörnchen, Callosciurus inornatus (Gray 1867), Yunnan, Laos, Vietnam
- Mentawai-Hörnchen, Callosciurus melanogaster (Thomas, 1895), Mentawai-Inseln
- Schwarzstreifen-Schönhörnchen, Callosciurus nigrovittatus (Horsfield, 1824), Malaiische Halbinsel, Java, Sumatra, Borneo, zahlreiche kleine Inseln

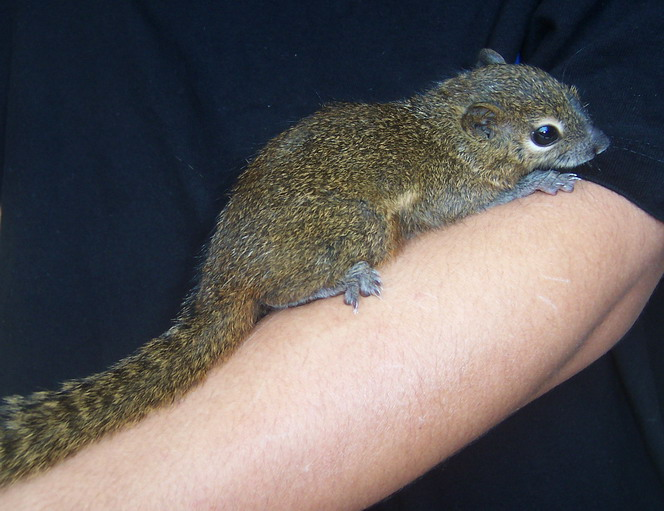
Junges Bananenhörnchen (Callosciurus notatus)

- Bananenhörnchen, Callosciurus notatus (Boddaert, 1785), Malaiische Halbinsel, Java, Sumatra, Borneo, Bali, Lombok, zahlreiche kleine Inseln
- Borneo-Schwarzbindenhörnchen, Callosciurus orestes (Thomas, 1895), nordwestl. Borneo
- Phayre-Hörnchen, Callosciurus phayrei (Blyth, 1856), südl. Myanmar
- Prevost-Hörnchen, Callosciurus prevostii (Desmarest, 1822), Malaiische Halbinsel, Sumatra, Borneo, zahlreiche kleine Inseln; eingeführt auf Sulawesi
- Irawadi-Hörnchen, Callosciurus pygerythrus (Geoffroy Saint-Hilaire, 1833), Nepal, nordöstliches Indien, Bangladesch, Myanmar
- Anderson-Hörnchen, Callosciurus quinquestriatus (Anderson, 1871), Grenzregion zwischen Yunnan und Myanmar

Das Kloss-Hörnchen (Callosciurus notatus albescens) Sumatras wird manchmal als eigenständige Art angesehen, meistens aber als Unterart des Bananenhörnchens.
Das Sulawesi-Riesenhörnchen (Rubrisciurus rubriventer) wurde zunächst auch als Art der Echten Schönhörnchen beschrieben, wird aber seit den 1990er-Jahren meistens in eine eigene Gattung gestellt. Es lebt endemisch auf der indonesischen Insel Sulawesi. Mit einer Kopfrumpflänge von 25 Zentimetern ist es ziemlich groß, wenn auch eigentlich nicht so groß, um die Bezeichnung „Riesenhörnchen“ zu verdienen.

## Belege
1. 1 2 3 4 5  Robert S. Hoffmann, Andrew T. Smith: Genus Callosciurus. In: Andrew T. Smith, Yan Xie: A Guide to the Mammals of China. Princeton University Press, Princeton NJ 2008, ISBN 978-0-691-09984-2, S. 182.
2. ↑  Robert S. Hoffmann, Andrew T. Smith: Subfamily Callosciurinae. In: Andrew T. Smith, Yan Xie: A Guide to the Mammals of China. Princeton University Press, Princeton NJ 2008, ISBN 978-0-691-09984-2, S. 182.
3. 1 2  J.L. Koprowski, E.A. Goldstein, K.R. Bennett, C. Pereira Mendes: Genus Callosciurus. In: Don E. Wilson, T.E. Lacher, Jr., Russell A. Mittermeier (Hrsg.): Handbook of the Mammals of the World: Lagomorphs and Rodents 1. (HMW, Band 6) Lynx Edicions, Barcelona 2016, ISBN 978-84-941892-3-4, S. 733–737.
4. 1 2  Callosciurus In: Richard W. Thorington Jr., John L. Koprowski, Michael A. Steele: Squirrels of the World. Johns Hopkins University Press, Baltimore MD 2012; S. 134 ff. ISBN 978-1-4214-0469-1
5. 1 2  Son Truong Nguyen, T. Oshida, P. Dang, H. T. Bui, M. Motokawa: A new species of squirrel (Sciuridae: Callosciurus) from an isolated island off the Indochina Peninsula in southern Vietnam. Journal of Mammalogy, Volume 99, Issue 4, 13 August 2018, S. 813–825, doi: 10.1093/jmammal/gyy061
6. 1 2  Arlo Hinckley, Jesús E. Maldonado, Noriko Tamura, Jennifer A. Leonard und Melissa T. R. Hawkins. 2024. Lost in Synonymy: Integrative Species Delimitation reveals Two unrecognized Species of Southern Asian Tree Squirrels (Rodentia: Sciuridae: Callosciurinae). Vertebrate Zoology. 74: 683-707. DOI: 10.3897/vz.74.e133467